# Trechona
Genre
Synonymes
- Onysopelma Simon 1864
- Pezionyx Simon 1864
- Eudiplura Simon, 1892

Trechona est un genre d'araignées mygalomorphes de la famille des Dipluridae.

## Distribution
Les espèces de ce genre sont endémiques du Brésil. Elles se rencontrent dans la forêt atlantique.

## Liste des espèces
Selon World Spider Catalog (version 25.5, 14/11/2024) :
- Trechona adspersa Bertkau, 1880
- Trechona cotia Pedroso, Miranda & Baptista, 2019
- Trechona diamantina Guadanuccia, Fonseca-Ferreira, Baptista & Pedroso, 2016
- Trechona excursora Pedroso, Miranda & Baptista, 2019
- Trechona minuana Wermelinger-Moreira, Pedroso, Castanheira & Baptista, 2024
- Trechona munduruku Brescovit, Sherwood & Lucas, 2024
- Trechona rufa Vellard, 1924
- Trechona uniformis Mello-Leitão, 1935
- Trechona venosa (Latreille, 1832)

## Systématique et taxinomie
Ce genre a été décrit par C. L. Koch en 1850.
Eudiplura a été placé en synonymie par Raven en 1985.

## Publication originale
- C. L. Koch, 1850 : Übersicht des Arachnidensystems. Nürnberg, Heft 5, p. 1-77 (texte original).